# Hantepe, Yenişehir
Hantepe là một xã thuộc quận Yenişehir, tỉnh Diyarbakır, Thổ Nhĩ Kỳ. Dân số thời điểm năm 2008 là 1.954 người.